# 오스카르 코르테스
오스카르 코르테스(스페인어: Óscar Manuel Cortés Cortés, 2003년 12월 3일~)은 콜롬비아의 축구 선수로, 레인저스와 콜롬비아 대표팀에서 윙어로 활동하고 있다.

## 구단 경력

### 밀로나리오스
2022년 1월 12일, 데포르티보 파스토와의 경기에 밀로나리오스 소속으로 89분에 교체 출전하며 1군 데뷔전을 치렀다.5월 12일에는 하과레스 데 코르도바와의 코파 콜롬비아 2차전에서 첫 프로 골을 기록하여 구단이 8강에 진출하는 데 기여했다.

### 랑스
2023년 7월 14일, 프랑스의 RC 랑스로 이적했으며, 2023년 12월 16일에 스타드 드 랭스를 첫 득점을 기록했다.

### 레인저스
2024년 2월 1일, 이적 옵션이 포함된 계약으로 스코틀랜드의 레인저스로 임대 이적했다.

## 국가대표팀 경력
콜롬비아가 3위를 차지한 2023년 CONMEBOL U-20 축구 선수권 대회에서 주전으로 뛰며 2023년 FIFA U-20 월드컵과 2023년 팬아메리칸 게임에 진출하는 데 기여했다.그는 3골을 기록하며 대회에서 콜롬비아의 최다 득점자가 되었다.